# Cases del carrer Catalunya (la Secuita)
El Carrer de Catalunya és un carrer de la Secuita (Tarragonès) inclòs a l'Inventari del Patrimoni Arquitectònic de Catalunya. Cases de planta baixa i dos pisos, fetes de materials senzills com paredat, molt usual a la contrada. L'arrebossat de les façanes és molt simple i rústec. Les obertures -portes, finestres i balcons- són de llinda o arc rebaixat i totes emmarcades per senzilles motllures llises. En moltes cases, a la primera planta, s'obren balcons de ferro forjat amb poca volada. Les cases d'aquest carrer corresponen a la tipologia típica de finals del segle xix i principis del XX d'aquesta contrada. Ens assenyalen l'època d'expansió de la Secuita vers el sector nord-est.